# Themes from William Blake’s The Marriage of Heaven and Hell
Themes from William Blake’s The Marriage of Heaven and Hell – czwarty, dwupłytowy album norweskiego zespołu muzycznego Ulver, wydany 7 grudnia 1998 r. przez wytwórnię płytową Jester.

## Charakterystyka albumu
Wydawnictwo jest ścieżką dźwiękową do poematu angielskiego poety i mistyka, Williama Blake’a pt. Zaślubiny nieba i piekła i stanowi przełom w twórczości zespołu. Muzycznie łączy on w sobie elementy metalu, industrialu, electronica oraz ambientu, zespół całkowicie porzuca dotychczasowy nurt blackmetalowy. Na albumie gościnnie zaśpiewali członkowie najbardziej znanych norweskich zespołów blackmetalowych: Ihsahn i Samoth z Emperor oraz Fenriz z Darkthrone. Na Themes... swoje partie wokalne nagrał też Andrzej „Nebb” Dziubek, znany z polsko-norweskiego zespołu De Press jednak ostatecznie nie zostały one umieszczone na płycie.
Album został zaprezentowany księciu Norwegii jako część kolekcji norweskiej muzyki.
Ostatni utwór „A Song of Liberty, Plates 25-27” zawiera w środku 20-minutową ciszę.

## Lista utworów

### CD 1
1. „The Argument, Plate 2" – 4:03
2. „Plate 3" – 2:48
3. „Plate 3, Following” – 1:33
4. „The Voice of the Devil, Plate 4" – 2:49
5. „Plates 5-6" – 2:31
6. „A Memorable Fancy, Plates 6-7" – 4:24
7. „Proverbs of Hell, Plates 7-10" – 9:06
8. „Plate 11" – 2:01
9. „Intro” – 3:26
10. „A Memorable Fancy, Plates 12-13" – 5:59
11. „Plate 14" – 2:08
12. „A Memorable Fancy, Plate 15" – 4:51
13. „Plates 16-17" – 3:17

### CD 2
1. „A Memorable Fancy, Plates 17-20" – 11:23
2. „Intro” – 2:27
3. „Plates 21-22" – 3:11
4. „A Memorable Fancy, Plates 22-24" – 4:50
5. „Intro” – 3:59
6. „A Song of Liberty, Plates 25-27” – 26:23

## Twórcy
- Kristoffer „Trickster G.” Rygg – śpiew, produkcja
- Tore Ylwizaker – instrumenty klawiszowe, produkcja, miksowanie, programowanie
- Håvard „Haavard” Jørgensen – gitara
- Erik „AiwarikiaR” Lancelot – perkusja
- Jan Axel „Hellhammer” Blomberg – perkusja w utworze „Plates 21-22"
- Hugh „Skoll” Mingay – gitara basowa
- Knut Magne Valle – gitara, produkcja
- Vegard „Ihsahn” Tveitan – śpiew (A Song of Liberty: 1-7)
- Thomas „Samoth” Haugen – śpiew (A Song of Liberty: 7-11)
- Gylve „Fenriz” Nagell – śpiew (A Song of Liberty: 12-20)
- Stine Grytøyr – śpiew
- Falch – scratching
- William Blake – teksty utworów
- Audhild Johanne Rype – mastering
- Børge Finstad – miksowanie